# Don't Shoot Portland
Don't Shoot Portland, aussi connu sous le nom de Don't Shoot PDX, est un groupe de responsabilisation[pas clair] basé à Portland, dans l'Oregon, et fondé par la militante du mouvement Black Lives Matter Teressa Raiford afin d’examiner les actions de la police de Portland,.

## Histoire
Don't Shoot Portland organise une marche le 7 juillet 2016 à la suite des meurtres par la police de deux hommes noirs : Alton Sterling en Louisiane et Philando Castile au Minnesota. Lors de la marche, le blogueur conservateur Michael Strickland sort une arme à feu et la pointe en direction des manifestants. Selon The Hill, la vidéo montrait Strickland tenant ce qui semblait être une caméra vidéo tout en se disputant et en s'éloignant des manifestants, avant de dégainer son arme. Strickland, connu pour publier des vidéos pour la chaîne YouTube Laughing at Liberals, a été éloigné de la foule par Jessie Sponberg, candidate à la mairie, avant d'être arrêté par la police. Il a ensuite été reconnu coupable de crimes liés à cet incident,.
En 2021, Raiford a déclaré que les militants de Portland se concentraient sur le sauvetage de vies tandis que les dirigeants de la ville se concentraient sur le sauvetage des fenêtres.
Don't Shoot Portland a poursuivi le département de la Sécurité intérieure pour le déploiement en 2020 des forces fédérales à Portland.